# Jacopo Foroni

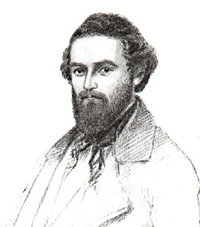
Jacopo Foroni

Jacopo Foroni (geboren 26. Juli 1825 in Verona; gestorben 8. September 1858 in Stockholm) war ein italienischer Dirigent und Opernkomponist. Seine größten Erfolg feierte der Zeitgenosse Verdis als Hofdirigent und -komponist in Stockholm.

## Leben
Foroni stammte aus einer Musikerfamilie in Verona, wo er von seinem Vater Domenico und von Alberto Mazzucato ausgebildet wurde. Foroni arbeitete als Dirigent in Frankreich, Belgien und in den Niederlanden. 1848 wurde seine Semiseria-Oper Margherita mit großem Erfolg am Teatro Re in Mailand uraufgeführt. Foroni galt damit als eines der vielversprechendsten Komponistentalente Italiens.
Aufgrund seiner Beteiligung am Mailänder Aufstand von 1848 verließ Foroni Italien und reiste im Dezember 1848 nach Schweden, wo er zunächst Dirigent der Opernkompanie von Vincenzo Galli am Mindre Teatern in Stockholm wurde. Ab 1849 leitete er in Stockholm Aufführungen des italienischen Repertoires, so von Rossinis Il barbiere di Siviglia, Donizettis Parisina, Linda di Chamounix, Lucrezia Borgia, Lucia di Lammermoor, Bellinis Beatrice di Tenda und Verdis I Lombardi, später auch (erstmals in Schweden) Werke von Richard Wagner.
1849 wurde am Mindre Teatern Foronis historische Oper Cristina, regina di Svezia in italienischer Sprache uraufgeführt. Die Oper in der Tradition des späten Belcanto hatte sehr großen Erfolg, und Foroni wurde noch im selben Jahr in der Nachfolge von Johan Fredrik Berwald Hofkapellmeister der Königlich Schwedischen Oper. In dieser Funktion komponierte er auch die höfische Festmusik und Einlagen bei Theateraufführungen. Foroni dirigierte auch Sinfonien von Beethoven und Schumann und wurde zu einer einflussreichen Persönlichkeit des schwedischen Musiklebens.
1858, noch während der Arbeit an der Opera buffa Advokaten Pathelin, seiner ersten Oper in schwedischer Sprache, starb Foroni im Alter von 33 Jahren an der Cholera.
Aufgrund seines frühen Todes und des Aufenthalts an der Peripherie des europäischen Musiklebens ist Foroni heute so gut wie vergessen. Erst 2010 kam es in Göteborg zu einer Wiederaufführung seiner Oper Cristina, regina di Svezia. 2013 wurde die Oper an der Wexford Festival Opera, 2016 am Staatstheater Oldenburg erneut aufgeführt.